# ГЕС-ГАЕС Мідоно
ГЕС-ГАЕС Мідоно (水殿発電所) — гідроелектростанція в Японії на острові Хонсю. Знаходячись між ГЕС-ГАЕС Азумі, (вище по течії) та ГЕС Ryūshima (32 МВт), входить до складу каскаду на річці Азуса, лівій твірній Саї, котра в свою чергу є лівою притокою Тікуми (верхня течії Сінано, яка впадає до Японського моря у місті Ніїґата).
Верхній резервуар за допомогою бетонної аркової греблі висотою 96 метрів та довжиною 343 метрів, яка потребувала 301 тис. м3 матеріалу. Вона утримує водосховище з площею поверхні 0,57 км2, об'ємом 15,1 млн м3 (корисний об'єм 4 млн м3) та припустимим коливанням рівня між позначками 845,5 та 853,5 метра НРМ.
Як нижній резервуар використовується водосховище наступної станції каскаду. Його утримує бетонна аркова гребля висотою 60 метрів та довжиною 193 метра, яка потребувала 65 тис. м3 матеріалу. Її сховище має площу поверхні 0,51 км2 та об'єм 10,7 млн м3 (корисний об'єм 6,1 млн м3).
Через чотири напірні водоводи довжиною по 48 метрів зі спадаючим діаметром від 5,4 до 4 метрів ресурс надходить до машинного залу. Тут встановили чотири оборотні турбіни типу Френсіс загальною потужністю 256 МВт (номінальна потужність станції рахується як 245 МВт), які використовують напір у 80 метрів. Дві з турбін є оборотними та забезпечують виконання станцією функції гідроакумуляції.